# Vojaška zaščitna čelada
Vojaška zaščitna čelada je del osebne zaščitne opreme, posebno oblikovana, da zaščiti glavo pred omenjenim strelivom. 

## Zgodovina
Čelade spadajo med najstarejše oblike osebne zaščitne opreme prvotno namenjene za zaščito vojaka v boju. Uporabljali so jih že v Akadskem kraljestvu ter v Sumeriji, ki je bila najstarejša znana civilizacija (4500 - 1900 pr.n. št.). Prav tako so čelade že uporabljali v Mikenski dobi v antični Grčiji, ki se je odvijala okoli (1600 - 1100 pr.n.št.). 
Stopnja zaščite posameznika z materiali in konstrukcijskimi oblikami čelad, so se razvijale skladno z razvojem orožij.  Na začetku so bile čelade izdelane iz usnja in bakra. Kasneje v Bronasti dobi (med letoma 2300 in 800 pr.n. št.) in Železni dobi pa so ljudje, primarno za izdelavo uporabljali bron ter železo. Z razvojem, pa so kaj kmalu čelade, začeli izdelovati iz jekla. 
Z začetkom prve svetovne vojne ter zaščito pred strelnim orožjem in drobci eksplozivnih sredstev se je povečala uporaba čelad. Med prve izdelovalce modernih zaščitnih čelad spadajo Francozi s čelado Adrian ter Angleži s čelado Brodie. Izdelani sta bili iz jekla kot odgovor na nova orožja, ki so povzročala veliko smrtnih žrtev. 
Današnje zaščitne čelade so narejene iz različnih stopenj zaščite in balističnih materialov. Primarna materiala, ki sta zamenjala jeklo sta Kevlar in Twaron saj je poleg zaščitne vrednosti zunanjosti čelade zelo pomembna lega na glavi oziroma pritrjenost s trakovi za amortizacijo udarca.